# Dommerbogen
Dommerbogen (hebr. ספר שופטים Sefer Shoftim) er den syvende bog i Bibelen. Den er skrevet på hebraisk. Bogen findes i jødernes tanakh og de kristnes Gamle Testamente. Titlen henviser til de historiske dommere i Israel, som var krigsherrer, lovgivere og den højeste retsindstans (ikke at forveksle med moderne dommere), som hjalp med at regere og lede Israel før kongetiden.
Blandt historierne i Dommerbogen er fortællingen om Samson.